# Catharine Bond Hill
Catharine Bond Hill (...) è un'economista statunitense, decima presidentessa del Vassar College dal 2006 al 2016.

## Biografia
Catharine Bond Hill si è laureata nel 1976 summa cum laude al Williams College, successivamente ha ottenuto il Master Oxbridge al Brasenose College di Oxford, con lode di primo livello in politica, filosofia ed economia. Ha inoltre conseguito il dottorato in economia presso la Yale University.
A inizio carriera ha lavorato per la Banca Mondiale (1982-1987) e per l'Ufficio di Bilancio del Congresso (1981-1982). Nel 1985, tuttavia, ritornò al Williams College per insegnare economia. A luglio le fu assegnato il ruolo di prevosto al Williams College, con importanti responsabilità finanziarie e accademiche. È stata anche responsabile del Williams College Museum of Art, delle Williams College Libraries e degli uffici di ammissioni, aiuti finanziari e tecnologia dell'informazione. In più è stata membro del comitato per le nomine e le promozioni della facoltà. Ha presieduto il dipartimento di economia del Williams College dal 1997 al 1999, così come il centro per lo sviluppo economico dell'Università dal 1992 al 1994.
Lei e la sua famiglia hanno vissuto dal 1994 al 1997 in Zambia, questo periodo lo ha definito come "una delle esperienze più trasformative della mia vita". È stata la consulente fiscale/commerciale e poi capo partito per l'Istituto di Harvard per il Progetto di sviluppo internazionale sulla riforma macroeconomica. Ha scritto molto delle sue esperienze in Africa, tra cui i libri co-scritti "Promoting and Sustaining Economic Reform in Zambia" (2004) e l'ampiamente recensito "Public Expenditure in Africa" (1996).
A settembre 2016 è diventata direttore finanziario di Ithaka S+R.

### Gli anni al Vassar
Poco dopo che il presidente Fergusson ha annunciato il suo pensionamento nel 2005, Vassar iniziò una vasta ricerca nazionale per il suo successore che produsse più 200 candidati. Di tali contendenti, il consiglio di fondazione ha scelto all'unanimità Catharine Bond Hill come decimo presidente del Vassar College. Hill è succeduta a Fergusson il 1º luglio 2006, ed è stata inaugurata ufficialmente in una celebrazione durata cinque giorni dal 25 al 29 ottobre che includeva eventi per studenti come "Cappy and the Chocolate Factory", una festa nell'edificio studentesco con intrattenimento dal vivo come "Cappy candy bar", una parete di zucchero filato e una fontana di fonduta di cioccolato. Hill ha evidenziato il suo obiettivo primario come migliorare l'accessibilità e l'accesso, e anche, come ha detto in una delle sue prime riunioni con gli studenti, di "articolare e costruire un consenso attorno a una visione di un'istituzione".
In uno degli eventi più importanti nella storia del Vassar ha garantito che il bisogno finanziario di un candidato non era più un criterio considerato nel processo di ammissioni. Quando è diventata presidente ha anche chiarito che era di primaria importanza avere un solido programma di aiuti finanziari. La sua decisione di ammettere alunni in base alle loro capacità è stata espressa durante la cerimonia d'inaugurazione del 2007 di Vassar. Sotto la sua guida, Vassar ha anche sostituito i prestiti con sovvenzioni in aiuti finanziari per le famiglie a basso reddito, sottolineando ulteriori sforzi per aumentare l'accesso all'istruzione superiore.
Verso la fine di marzo 2016, Hill ha annunciato che intende dimettersi dalla presidenza dopo l'anno accademico 2016-2017. All'inizio di quello che doveva essere il suo ultimo anno accademico come presidente di Vassar, annunciò che non avrebbe servito come presidente durante l'estate del 2017, di fatto lasciando Vassar solo tre settimane più tardi, il 15 agosto 2016.